# 梁玉繩
梁玉绳（1744年—1792年），字曜北，号谏庵，又号清白士，齋堂為兩般秋雨庵。浙江钱塘人，清代学者。
梁诗正之孙、梁同书嗣子。早年為贡生。與卢文弨、孙志祖、张燕昌、汪中等友好，长於考订，告訴其弟梁履繩說：“世世作书生门户，共勉之。”遂放棄科舉事業，专心撰著《史記志疑》三十六卷，在《史记》考证上成绩为最大，例如梁玉繩於伯夷事有十不可信辨。钱大昕称其书为“龙门功臣”。另有《瞥记》七卷、《吕子校补》二卷、《元号略》四卷、《志铭广例》二卷、《蜕稿》四卷等。
關於水經注百年公案，胡適指出，當年段玉裁曾經去信梁，詢問梁在校對趙一清的水經注稿件時，有否用過戴震的研究結果；但未得到答覆。